# Fabio Fehr
Fabio Fehr (sinh ngày 15 tháng 1 năm 2000) là một cầu thủ bóng đá chuyên nghiệp người Thụy Sĩ hiện tại đang thi đấu ở vị trí tiền vệ cánh cho câu lạc bộ Vaduz.

## Sự nghiệp thi đấu

### Grasshopper
Ngày 16 tháng 2 năm 2021, Fehr ký bản hợp đồng chuyên nghiệp đầu tiên với Grasshopper. Anh ra mắt chuyên nghiệp cho đội bóng trong trận hòa 0–0 tại Giải vô địch bóng đá quốc gia Thụy Sĩ trước BSC Young Boys vào ngày 31 tháng 1 năm 2021.

### FC Schaffhausen và FC Vaduz
Ngày 31 tháng 8 năm 2021, anh gia nhập câu lạc bộ Schaffhausen theo dạng cho mượn mùa giải 2021–22. Ngày 7 tháng 1 năm 2022, Fehr chuyển tới Vaduz theo dạng cho mượn mới. Vào ngày 4 tháng 5 năm 2022, Vaduz đã thực hiện quyền chọn mua của họ để đưa về Fehr cho đến ít nhất là năm 2024.